# Prorella ruthiata
Prorella ruthiata är en fjärilsart som beskrevs av Samuel E. Cassino 1927. Prorella ruthiata ingår i släktet Prorella och familjen mätare. Inga underarter finns listade i Catalogue of Life.